# 松本珠奈
松本 珠奈（まつもと しゅな、1985年7月27日 - ）は、日本のスポーツ指導者。トランスジェンダー（MtF）であることを公表している。
横浜スポーツ&カルチャークラブ（Y.S.C.C.）2022年シーズンのアスレティックパフォーマンスコーチを務める。トランス公表前のチーム登録名は「松本 瞬」。

## 来歴
ドイツで生まれ育つ。シュタイナー教育の学校に通った。幼少より陸上競技にのめり込むとともに、10代で指導者になることを夢見る。ドイツとアメリカで指導に関する勉強をし、コーチングのライセンスを取得した。
2013年（28歳）のとき、日本に移る。2022年1月、トランスジェンダーであることをカムアウトする。

## 人物
生まれた際の生物学上の性別は男性であるが、女性を自認している。カムアウトに後悔はなく、自分らしく生きるためのものであったと述べている。野球やバスケットボールの指導にも興味・意欲を示している。

## 指導歴
- 2000年 - 2007年 多数の陸上競技クラブクラス(Werder Bremen含め) アシスタントテクニカルコーチ/走り幅跳びコーチ
- 2007年 - 2013年 多数の陸上競技クラブクラス テクニカルコーチ/跳躍種目コーチ
- 2009年 - 2010年 Bremen1860 クラブラグビー男子 アスレティックパフォーマンスコーチ
- 2010年 - 2013年 Bremen1860 クラブ男子(バレーボール) アスレティックパフォーマンスコーチ
- 2012年 バレーボールブレーメン選抜男子/女子 アスレティックパフォーマンスコーチ
- 2015年 右代啓祐 パーソナルアスレティックパフォーマンスコーチ
- 2018年9月 駅伝JR東日本 アスレティックパフォーマンスコーチ
- 2020年 - 2022年 Y.S.C.C.横浜 アスレティックパフォーマンスコーチ